# Юнацька збірна Албанії з футболу (U-17)
Юнацька збірна Албанії з футболу (U-17) — національна футбольна збірна Албанії, що складається із гравців віком до 17 років. Керівництво командою здійснює Федерація футболу Албанії. До зміни формату юнацьких чемпіонатів Європи у 2001 році функціонувала як збірна до 16 років.
Головним континентальним турніром для команди є Юнацький чемпіонат Європи з футболу (U-17), успішний виступ на якому дозволяє отримати путівку на Чемпіонат світу (U-17). Також може брати участь у товариських і регіональних змаганнях.

## Юнацький чемпіонат Європи (U-17)
| 2002         | не кваліфікувалася     | не кваліфікувалася | не кваліфікувалася | не кваліфікувалася | не кваліфікувалася | не кваліфікувалася | не кваліфікувалася | відбірковий раунд 4/4        | 3            | 0            | 0            | 3            | 4            | 11           |              |              |
| 2003         | не кваліфікувалася     | не кваліфікувалася | не кваліфікувалася | не кваліфікувалася | не кваліфікувалася | не кваліфікувалася | не кваліфікувалася | другий відбірковий раунд 4/4 | 6            | 2            | 2            | 2            | 8            | 7            |              |              |
| 2004         | не кваліфікувалася     | не кваліфікувалася | не кваліфікувалася | не кваліфікувалася | не кваліфікувалася | не кваліфікувалася | не кваліфікувалася | відбірковий раунд 4/4        | 3            | 0            | 0            | 3            | 3            | 10           |              |              |
| 2005         | не кваліфікувалася     | не кваліфікувалася | не кваліфікувалася | не кваліфікувалася | не кваліфікувалася | не кваліфікувалася | не кваліфікувалася | відбірковий раунд 3/4        | 3            | 1            | 0            | 2            | 8            | 7            |              |              |
| 2006         | не кваліфікувалася     | не кваліфікувалася | не кваліфікувалася | не кваліфікувалася | не кваліфікувалася | не кваліфікувалася | не кваліфікувалася | відбірковий раунд 4/4        | 3            | 0            | 0            | 3            | 1            | 10           |              |              |
| 2007         | не кваліфікувалася     | не кваліфікувалася | не кваліфікувалася | не кваліфікувалася | не кваліфікувалася | не кваліфікувалася | не кваліфікувалася | відбірковий раунд 4/4        | 3            | 0            | 1            | 2            | 2            | 7            |              |              |
| 2008         | не кваліфікувалася     | не кваліфікувалася | не кваліфікувалася | не кваліфікувалася | не кваліфікувалася | не кваліфікувалася | не кваліфікувалася | відбірковий раунд 4/4        | 3            | 0            | 1            | 2            | 1            | 10           |              |              |
| 2009         | не кваліфікувалася     | не кваліфікувалася | не кваліфікувалася | не кваліфікувалася | не кваліфікувалася | не кваліфікувалася | не кваліфікувалася | відбірковий раунд 4/4        | 3            | 0            | 1            | 2            | 3            | 14           |              |              |
| 2010         | не кваліфікувалася     | не кваліфікувалася | не кваліфікувалася | не кваліфікувалася | не кваліфікувалася | не кваліфікувалася | не кваліфікувалася | відбірковий раунд 4/4        | 3            | 0            | 0            | 3            | 2            | 11           |              |              |
| 2011         | не кваліфікувалася     | не кваліфікувалася | не кваліфікувалася | не кваліфікувалася | не кваліфікувалася | не кваліфікувалася | не кваліфікувалася | відбірковий раунд 3/4        | 3            | 0            | 1            | 2            | 1            | 5            |              |              |
| 2012         | не кваліфікувалася     | не кваліфікувалася | не кваліфікувалася | не кваліфікувалася | не кваліфікувалася | не кваліфікувалася | не кваліфікувалася | другий відбірковий раунд 3/4 | 6            | 2            | 1            | 3            | 5            | 11           |              |              |
| 2013         | не кваліфікувалася     | не кваліфікувалася | не кваліфікувалася | не кваліфікувалася | не кваліфікувалася | не кваліфікувалася | не кваліфікувалася | відбірковий раунд 3/4        | 3            | 1            | 0            | 2            | 2            | 6            |              |              |
| 2014         | не кваліфікувалася     | не кваліфікувалася | не кваліфікувалася | не кваліфікувалася | не кваліфікувалася | не кваліфікувалася | не кваліфікувалася | другий відбірковий раунд 4/4 | 6            | 1            | 1            | 4            | 3            | 7            |              |              |
| 2015         | не кваліфікувалася     | не кваліфікувалася | не кваліфікувалася | не кваліфікувалася | не кваліфікувалася | не кваліфікувалася | не кваліфікувалася | відбірковий раунд 3/4        | 3            | 1            | 0            | 2            | 5            | 6            |              |              |
| 2016         | не кваліфікувалася     | не кваліфікувалася | не кваліфікувалася | не кваліфікувалася | не кваліфікувалася | не кваліфікувалася | не кваліфікувалася | відбірковий раунд 4/4        | 3            | 0            | 1            | 2            | 1            | 8            |              |              |
| 2017         | не кваліфікувалася     | не кваліфікувалася | не кваліфікувалася | не кваліфікувалася | не кваліфікувалася | не кваліфікувалася | не кваліфікувалася | відбірковий раунд 4/4        | 3            | 0            | 0            | 3            | 1            | 5            |              |              |
| 2018         | не кваліфікувалася     | не кваліфікувалася | не кваліфікувалася | не кваліфікувалася | не кваліфікувалася | не кваліфікувалася | не кваліфікувалася | відбірковий раунд 3/4        | 3            | 1            | 0            | 2            | 5            | 2            |              |              |
| 2019         | не визначено           | не визначено       | не визначено       | не визначено       | не визначено       | не визначено       | не визначено       | не визначено                 | не визначено | не визначено | не визначено | не визначено | не визначено | не визначено | не визначено | не визначено |
| Усього: 0/18 | Найкращий результат: – |                    |                    |                    |                    |                    |                    | Усього                       | 60           | 9            | 9            | 42           | 55           | 137          |              |              |